# FCM F1
Il FCM F1 fu un carro armato superpesante francese sviluppato tra la prima e la seconda guerra mondiale dalla Forges et Chantiers de la Méditerranée, ideato per sfondare le linee di fortificazione tedesche. Nel 1940 il governo Francese prenotò la costruzione di 12 FCM F1 per rimpiazzare i vecchi FCM 2C, ma nessuno di questi fu mai costruito poiché la Francia fu sconfitta in guerra ancor prima che l'assemblaggio iniziasse. Rimase solamente il primo modello in legno.
Il FCM F1 possedeva una forma oblunga e una grande mole. Inoltre disponeva di due torrette, una anteriore e una posteriore, ciascuna attrezzata di un cannone che sparava raffiche di colpi ad alta velocità. La torretta posteriore era rialzata, in modo tale che non potesse accidentalmente colpire quella anteriore. Il veicolo era pesantemente corazzato e aveva una mole di 140 tonnellate circa. Nonostante i due motori, la sua velocità era nettamente inferiore rispetto a quella degli altri carri dell'epoca.
La progettazione dell'FCM F1 fu assai complicata, a causa del budget molto limitato. Infatti in quell'epoca il governo stava stanziando cospicui capitali per la realizzazioni di altri cingolati.

## Char Lourd
In Francia i carro armati erano distinti in base al peso. La classe più pesante era formata dai cosiddetti Char Lourd, ossia "carri pesanti". Tra il 1921 e il 1930 si iniziò la progettazione e la costruzione del più pesante Char Lourd mai concepito, il Char 2C. Il progetto raggiunse il proprio culmine tra il 1926 e il 1928 con la realizzazione del Char d'arrêt, una tipologia di Char2C da ben 50 tonnellate. Quando gli studi concettuali della FCM avevano idealizzato un carro armato 100 tonnellate, un nuovo progetto fu avviato nel mese di febbraio 1929 per la costruzione di veicoli di 65 tonnellate, ma questo terminò 17 maggio 1929 per motivi finanziari.
Il 4 maggio 1936, tuttavia, il Conseil de l'Armement Consulatif del generale Claude Julien Marie Sosthene Dufieux decise di sviluppare un nuovo carro armato pesante, le cui specifiche vennero pubblicate il 12 novembre 1936: un massimo di 45 tonnellate di peso, resistenza alle granate AP ("Armour-Piercing") da 75 mm da una distanza di 200 metri, velocità di 30 km/h e autonomia di 200 chilometri. Riguardo all'armamento, venne richiesta l'installazione di un cannone lungo da 75 mm nella parte posteriore e di un pezzo da 47 mm in torretta. Queste caratteristiche richiamavano lo Char B1, un carro armato sul quale erano in corso altri progetti di sviluppo.
Nel 1937 le tre aziende AMX, ARL e FCM presentarono ognuna dei prototipi. Quello della ARL rispettava tutti i criteri posti, eccetto il peso, che appariva maggiore di 45 tonnellate e rischiava di aumentare durante la costruzione vera e propria. Al posto del veicolo proposto dalla ARL il Conseil Supérieur de la Guerre il 26 marzo 1937 optò per la costruzione di un carro armato molto piccolo e poco costoso, ma pesantemente corazzato (60 mm), ispirato al britannico Mk I Matilda. Il primo progetto comprendeva un cannone da 37 mm. Quando fu richiesto un armamento migliore, si comprese attraverso uno studio della SAET (Section de l'Armement et des Études Techniques) del 5 aprile 1937 che il carro armato avrebbe aggiunto circa venti tonnellate al proprio peso, come il Char G1, già sviluppato in questa classe di peso. Come risultato, nel febbraio 1938, le caratteristiche furono di nuovo radicalmente cambiate: il progetto prospettò un cannone di 75 mm ma non pose alcun limite alla mole. Fra tutti i progetti fu scelto quello con le caratteristiche più simili al progetto originale della FCM (un carro armato da 60 tonnellate) e così il Comando Supremo Francese decise, il 6 aprile 1938, di concedere alla FCM un contratto per lo sviluppo di ciò che venne denominato Char F1. Comunque ci si rese conto che questo progetto non valeva di più della progettazione di un normale carro armato pesante, infatti, già nel mese di febbraio, si concesse più priorità ad una commissione speciale appena formata, guidata dall'ispettore generale dei carri armati, Julien François René Martin. Essa fu formato per condurre ulteriori studi sul problema del superamento delle nuove difese della Linea Sigfrido al momento in fase di costruzione sul confine tedesco occidentale.

## LeChar d'Attaque des Fortifications
La Commissione riprese immediatamente il concetto di Lourd Char , ma applicato solo per il progetto "Carro Armato 45 tonnellate" e differenziandolo dal carro armato ottimizzato per distruggere le fortificazioni moderne, un Char d'Attaque des Fortifications. Quest'ultimo veicolo avrebbe dovuto disporre di cannone potente e ad alta velocità su una torretta, per difendersi dalle armi consimili di anticarri nemici. La velocità fu considerata di importanza secondaria e sarebbe dovuta essere di 10 km/h. Tuttavia le capacità di attraversare fosse o guadare fiumi sarebbero dovute essere eccellenti. Se ciò avesse comportato un veicolo eccessivamente ingombrante, esso sarebbe stato reso modulare in modo da consentire il trasporto dei pezzi separatamente. Il 4 maggio 1938 la Direction des Montaggi d'Armament propose di chiamare questo progetto Char H, per distinguerlo dal Char F, ma questo fu respinto in quanto poteva essere confuso con il Hotchkiss H35.